# Nematinae
Nematinae – podrodzina błonkówek z podrzędu rośliniarek i rodziny pilarzowatych, obejmująca około 1250 opisanych gatunków.

## Opis
Pilarzowate te cechują się obecnością oddzielonego szwem od episternitu śródtułowia epicnemium, które zwykle ma formę szeroką i trójkątną, ale u rodzaju Susana uległo redukcji do wąskiego sklerytu. Żyłka medialna w przednich skrzydłach jest rozbieżna względem żyłki Im-cu oraz styka się z żyłką Sc+R bardziej nasadowo niż miejsce styku Sc+R z Rs+M. Żyłka analna 2A+3A w tej parze skrzydeł ma zanikłą nasadę i postać prostego trzonka lub jest nieco zakrzywiona, tworząc wraz z żyłką 1A małą komórkę. Tylne skrzydła cechuje obecność komórek RS, M i analnej.

## Ekologia i występowanie
Gąsienicowate larwy tych owadów są fitofagami, odżywiającymi się szerokim spektrum roślin, ale najczęściej wymieniane są wierzby, topole, brzozy i olchy. Większość żeruje na liściach od zewnątrz, ale liczne gatunki indukują powstawanie na liściach, pędach lub pąkach galasów w których przechodzą rozwój. Część to owady minujące blaszki i ogonki liści. Znane są też gatunki żerujące wewnątrz kwiatów wierzb.
Takson kosmopolityczny, ale zdecydowanie najliczniejszy w Eurazji i Ameryce Północnej. W strefie arktycznej i subarktycznej stanowi dominującą grupę rośliniarek.

## Systematyka
Jest to druga co do wielkości podrodzina pilarzowatych. Obejmuje około 1250 opisanych gatunków. Prous i współpracownicy w 2014 na podstawie analiz filogenetycznych zrewidowali jej podział na rodzaje, zaliczając doń:

- Adelomos Ross, 1935
- Anhoplocampa Wei, 1998
- Anoplonyx Marlatt, 1896
- Armenocampus Zinovjev, 2000
- Caulocampus Rohwer, 1912
- Cladius Illiger, 1807
- Craterocercus Rohwer, 1911
- Dinematus Lacourt, 2006
- Dineura Dahlbom, 1835
- †Driocampus J. Zhang & X. Zhang, 1990
- Endophytus Hering, 1934
- †Eohemichroa Zhelochovtsev & Rasnitsyn, 1972
- Euura Newman, 1837
- Fagineura Vikberg & Zinovjev, 2000
- Fallocampus Wong, 1977
- †Florissantinus Zhelochovtsev & Rasnitsyn, 1972
- Hemichroa Stephens, 1835
- Hoplocampa Hartig, 1837
- Katsujia Togashi, 1964
- Kerita Ross, 1937
- Megadineura Malaise, 1931
- Messa Leach, 1817
- Mesoneura Hartig, 1837
- Monocellicampa Wei, 1998
- Moricella Rohwer, 1916
- Nematinus Rohwer, 1911
- Nematus Panzer, 1801
- Neodineura Taeger, 1989
- Nescianeura Lacourt, 2006
- Platycampus Schiödte, 1839
- Pristiphora Latreille, 1810
- Pseudodineura Konow, 1885
- Renonerva Wei & Nie, 1998
- Stauronematus Benson, 1953
- Susana Rohwer & Middleton, 1932